# Mvula Sungani

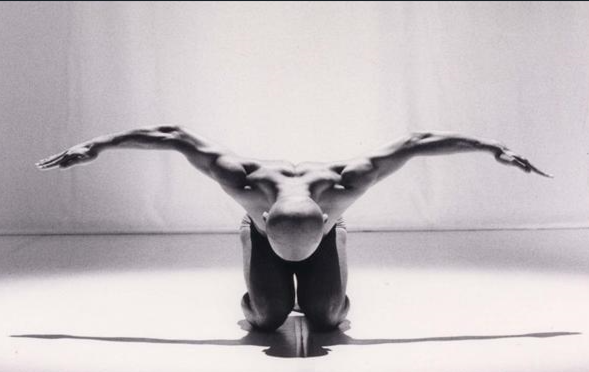
Il Maestro Mvula Sungani

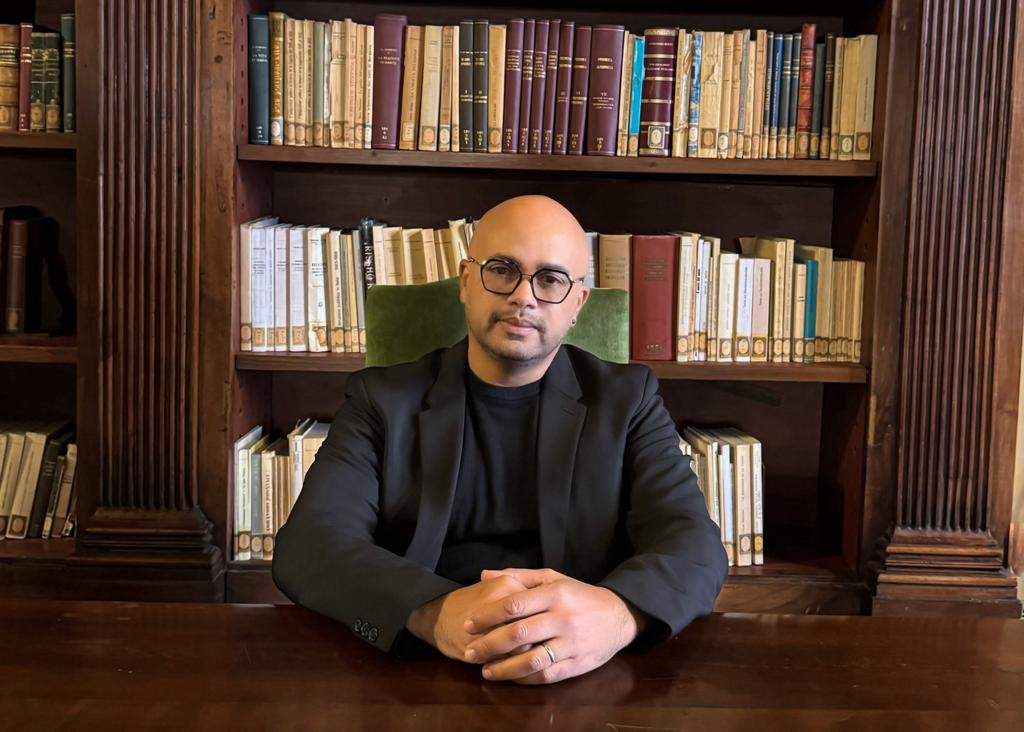
Mvula Sungani al Ministero della Cultura

Mvula Sungani (Roma, 22 febbraio 1972) è un coreografo, regista, autore televisivo e teatrale italiano.

## Biografia

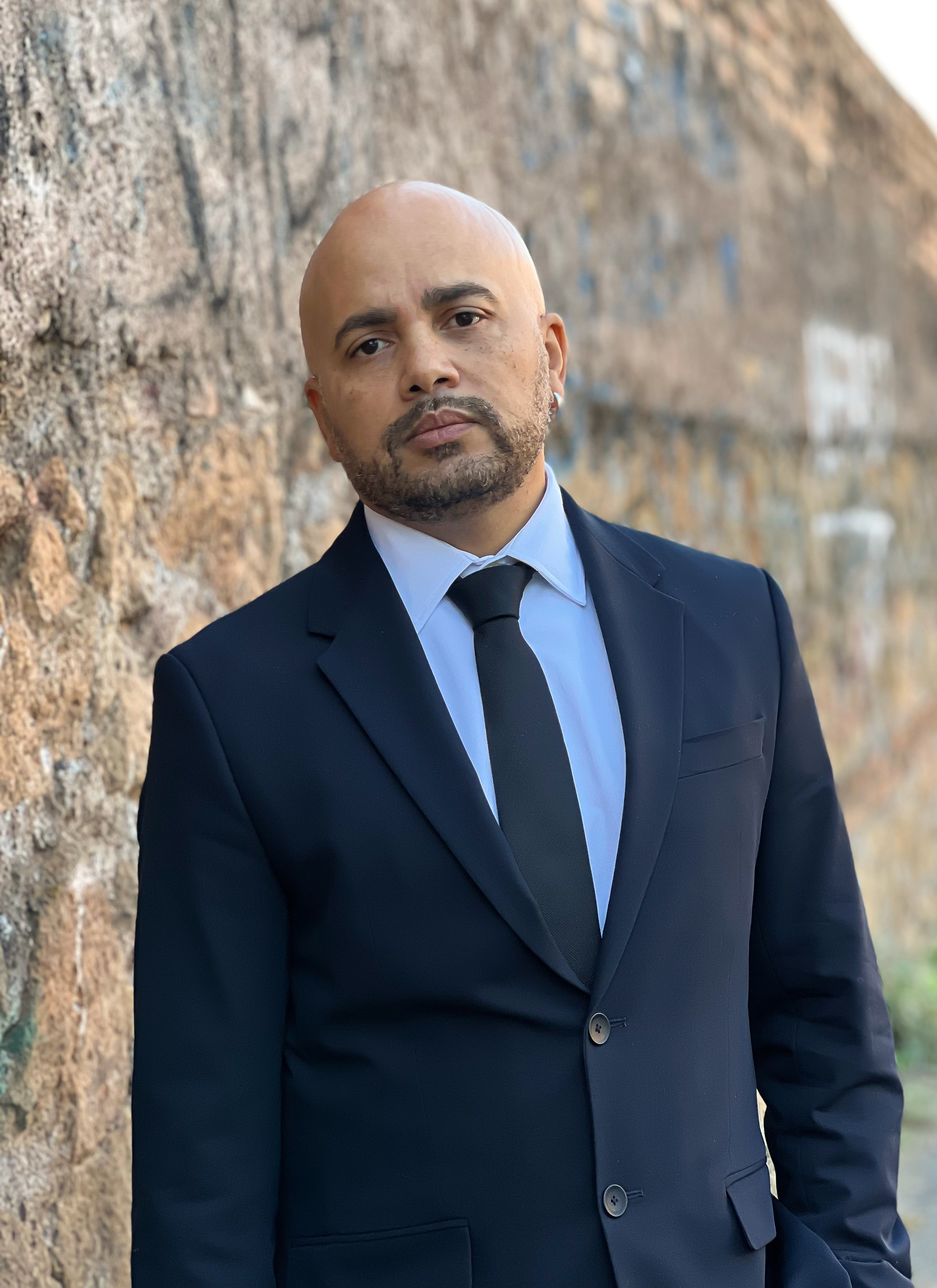
Mvula Sungani sul set

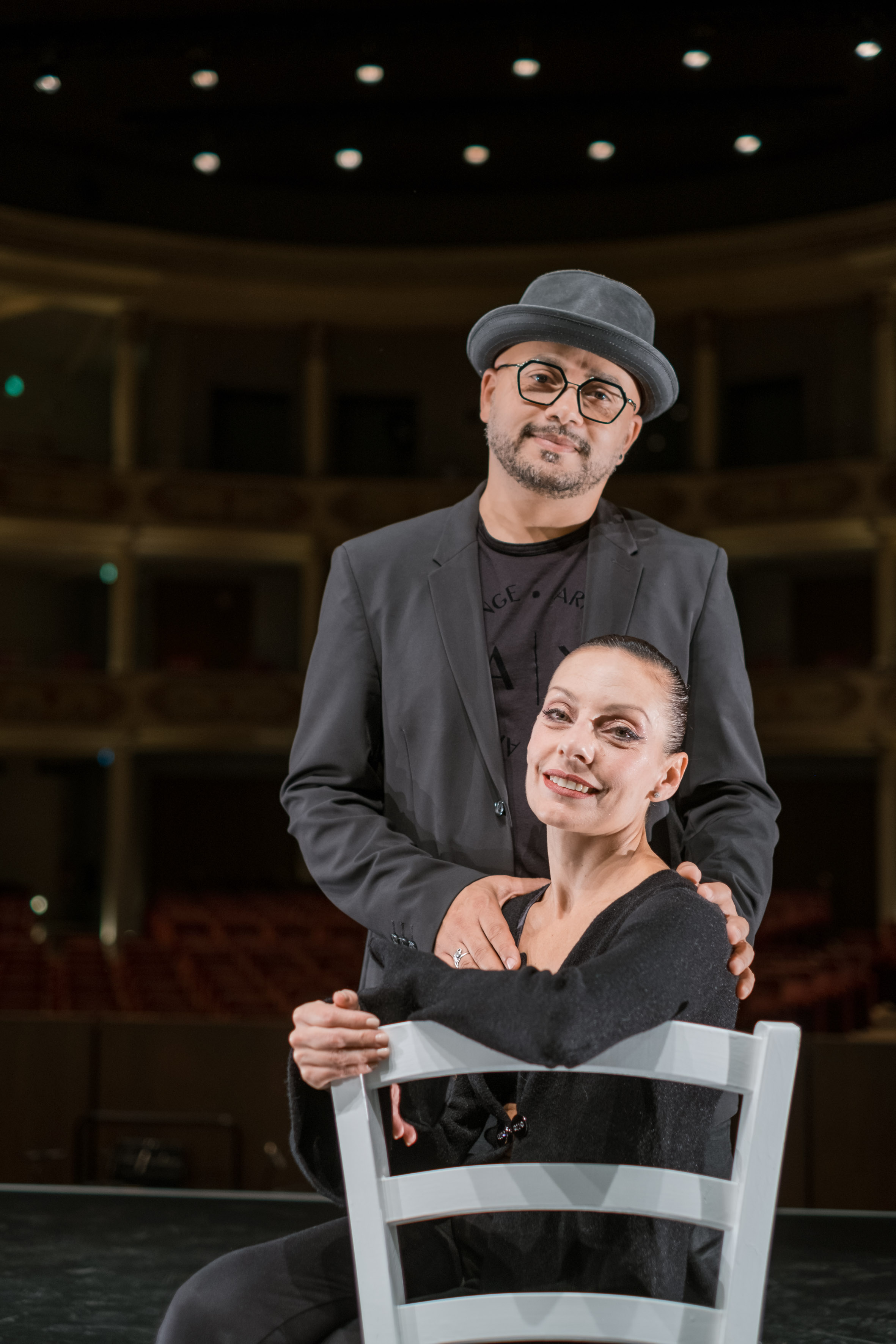
Mvula Sungani ed Emanuela Bianchini al Teatro Ristori di Verona

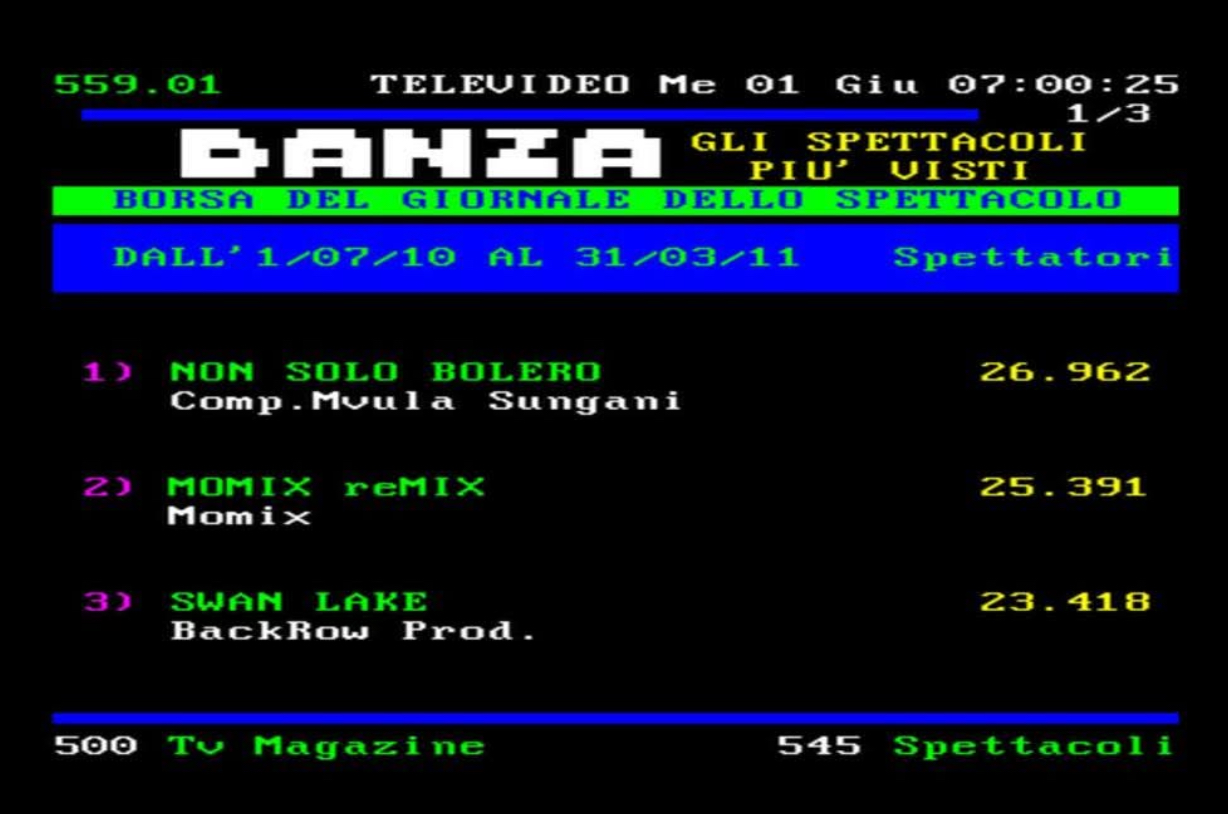
Mvula Sungani Physical Dance compagnia da record della stagione teatrale 2010/11

### Gli esordi da danzatore
Nato a Roma da madre sarda e padre del Malawi, insieme alla sorella Elizabeth è cresciuto a Roma nel quartiere Centocelle. Da bambino è stato agonista di ginnastica artistica ed ha vinto numerose medaglie, ma da sempre la sua passione è stata la danza.

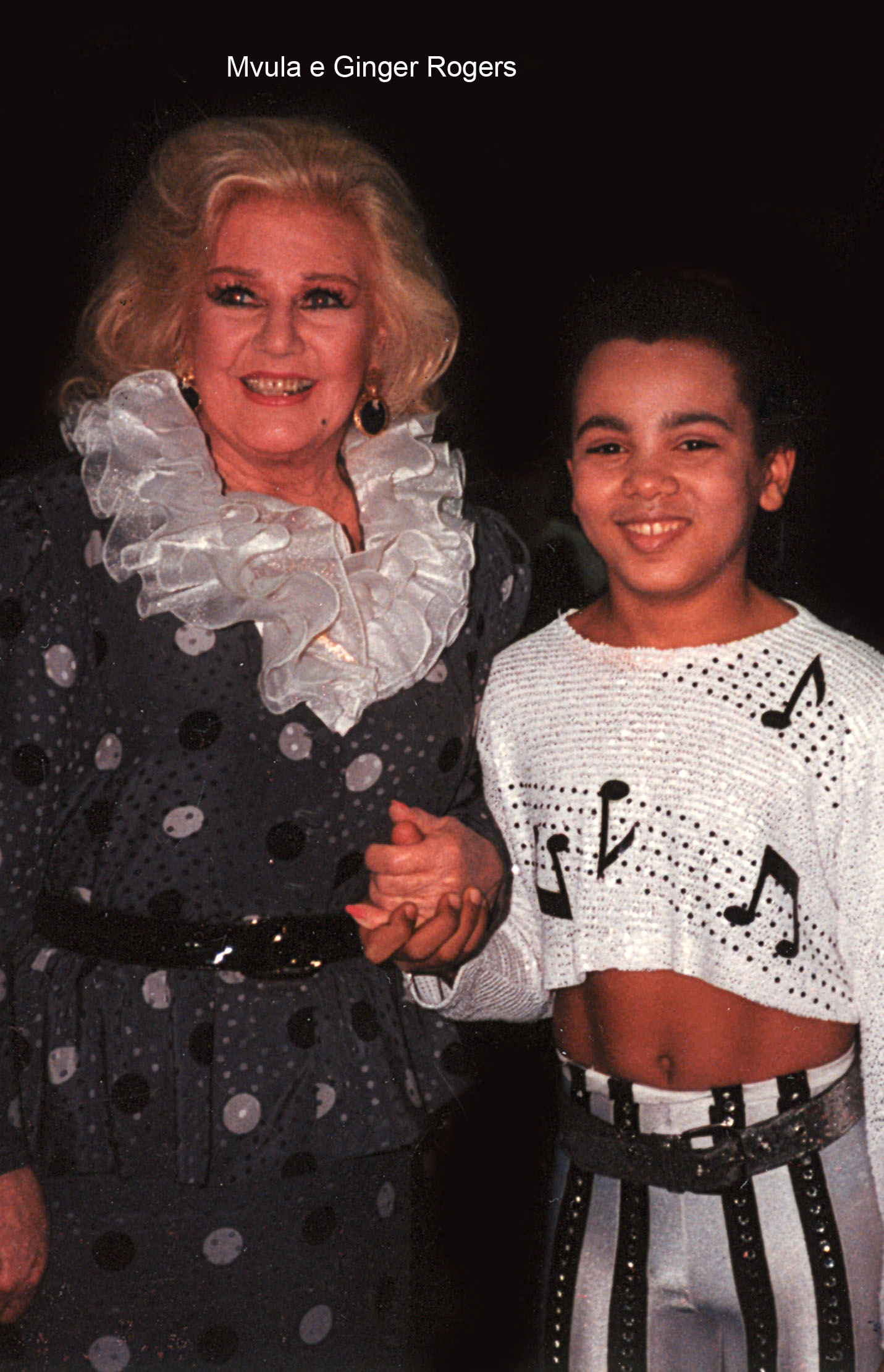
Mvula Sungani con Ginger Rogers ai Silvercup Srtudios di New York

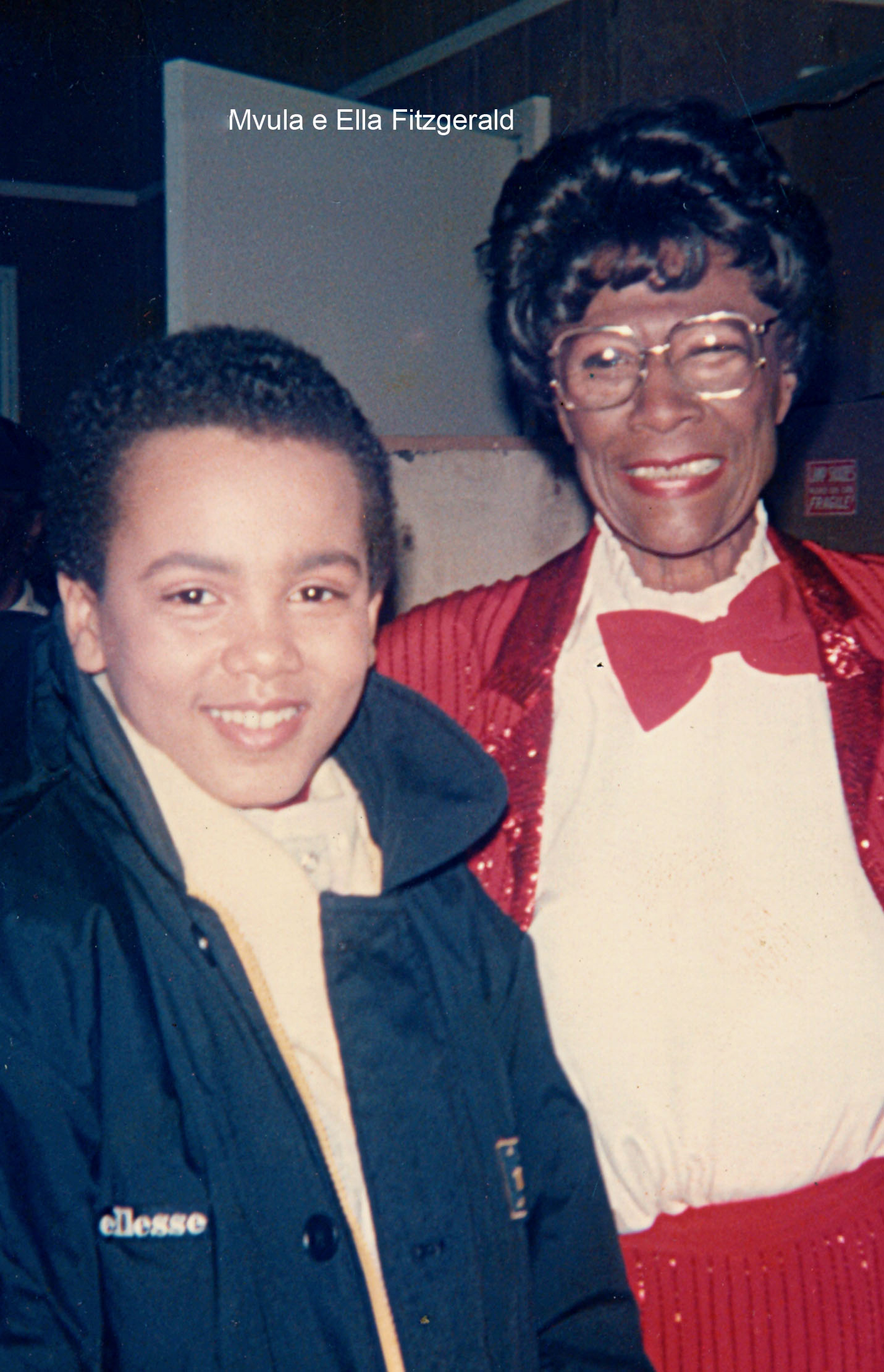
Mvula Sungani con Ella Fitzgerald ai Silvercup Srtudios di New York

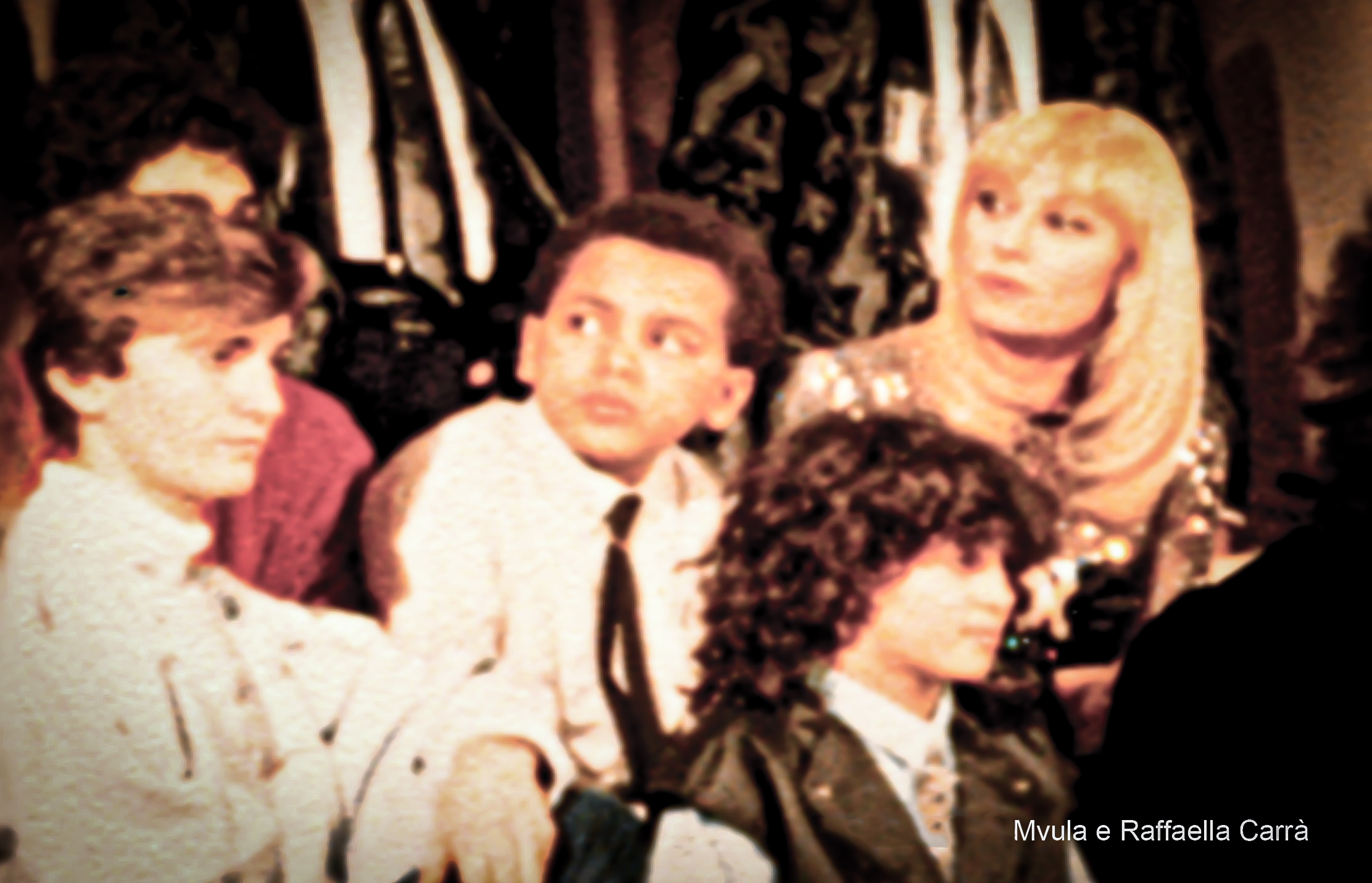
Mvula Sungani con Raffaella Carrà durante Buonasera Raffaella

A soli 13 anni ha lavorato con Raffaella Carrà. Con il gruppo Cinque Stelle ha preso parte al programma di Rai1 Buonasera Raffaella; successivamente si è formato presso la scuola del coreografo statunitense Alvin Ailey e si è perfezionato in prestigiose accademie italiane ed estere in danza classica, moderna, contemporanea nonché in musica e canto.
Nel 1989 ha interpretato il personaggio di Joe il Meticcio nel film Scugnizzi di Nanni Loy e due anni più tardi, con Mario Monicelli,  danza il Mosé nel film Rossini! Rossini!. Nel 1990 ha lavorato al Teatro dell'Opera di Roma nella Tosca diretta da Mauro Bolognini con Luciano Pavarotti e Raina Kabaivanska; successivamente, nello stesso teatro, ha lavorato per Franco Zeffirelli nel suo allestimento della Bohème con Mirella Freni; nell'Ermione di Hugo De Ana con Anna Caterina Antonacci e nel Don Giovanni allestito da Jérôme Savary con Ruggero Raimondi.

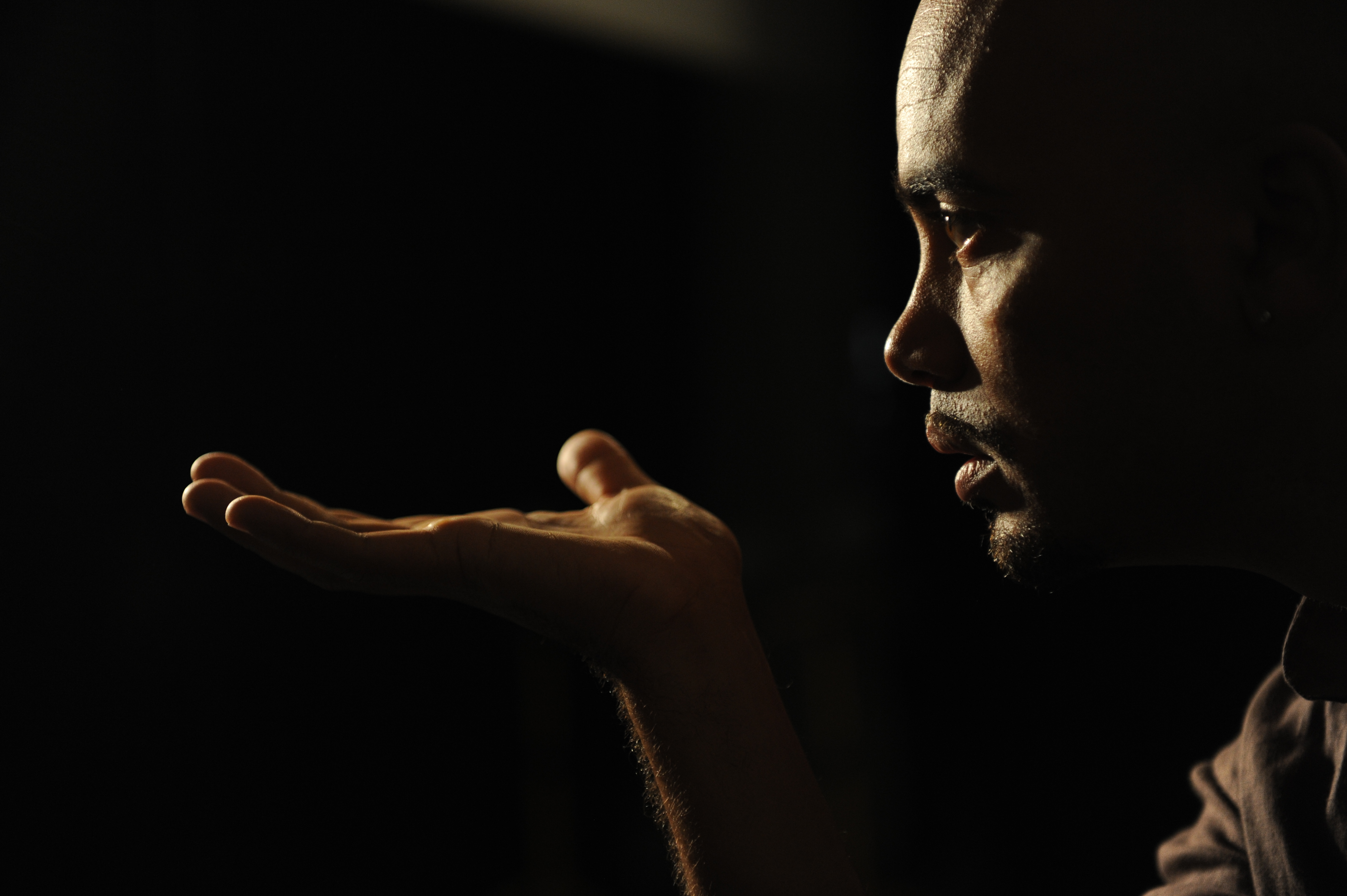
Mvula Sungani in scena agli MSPD Studios

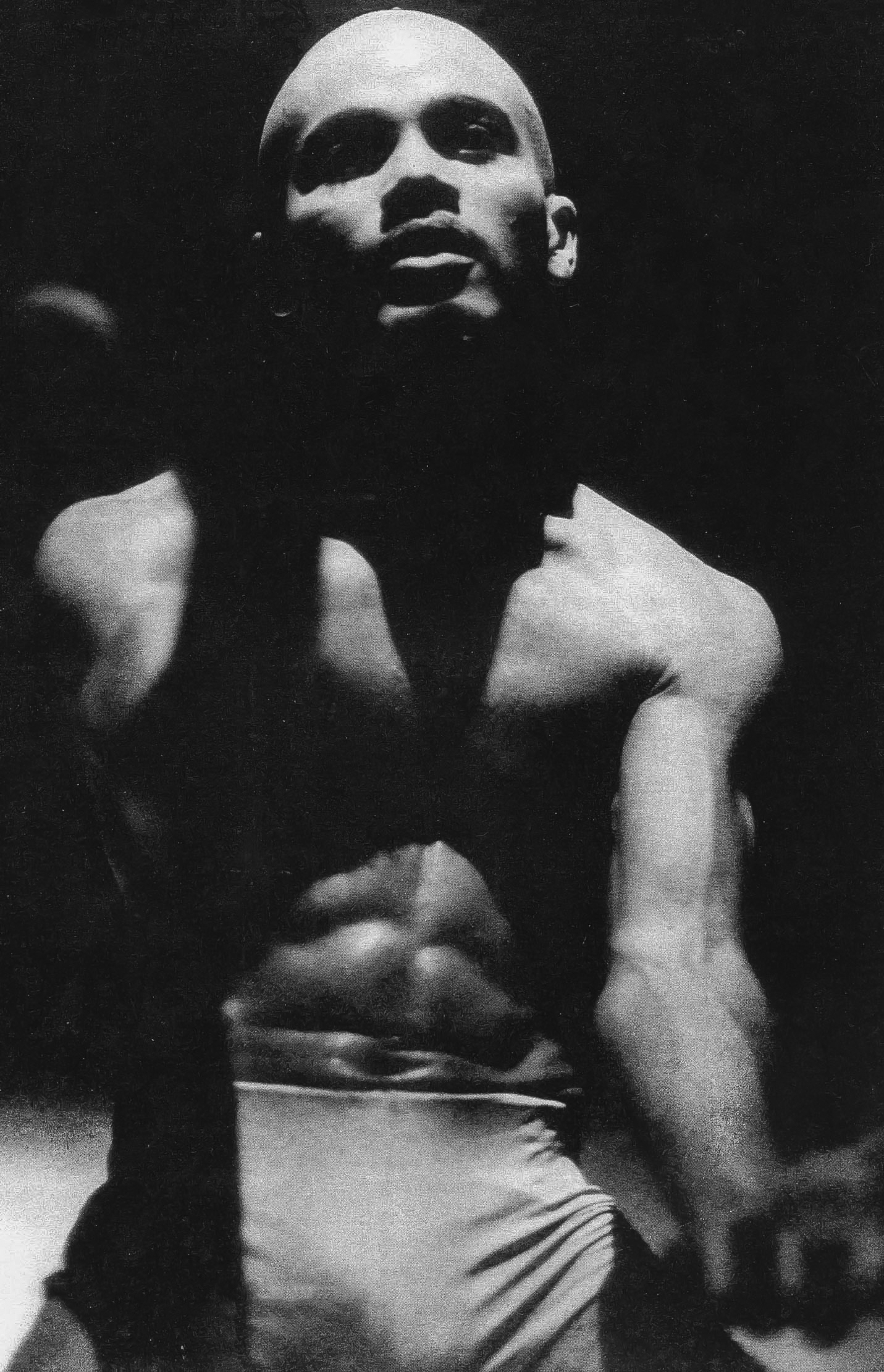
Mvula Sungani in scena durante l'assolo di Philadelphia

Da primo ballerino e solista ha danzato il repertorio classico e moderno in Italia, Portogallo, Stati Uniti, Germania, Francia, Marocco.

### Coreografia e regia

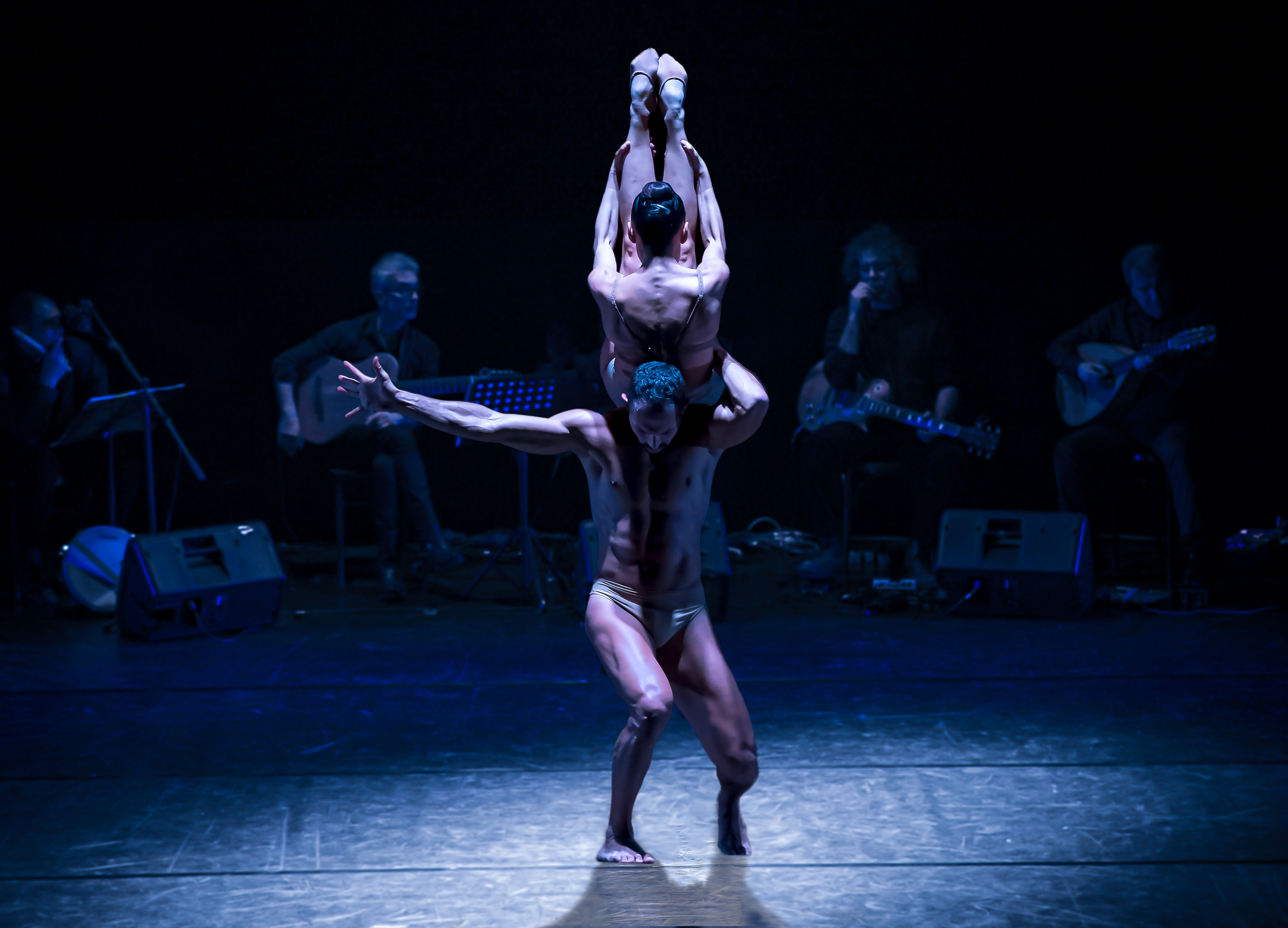
Emanuela Bianchini e Damiano Grifoni in Éspero di Mvula Sungani

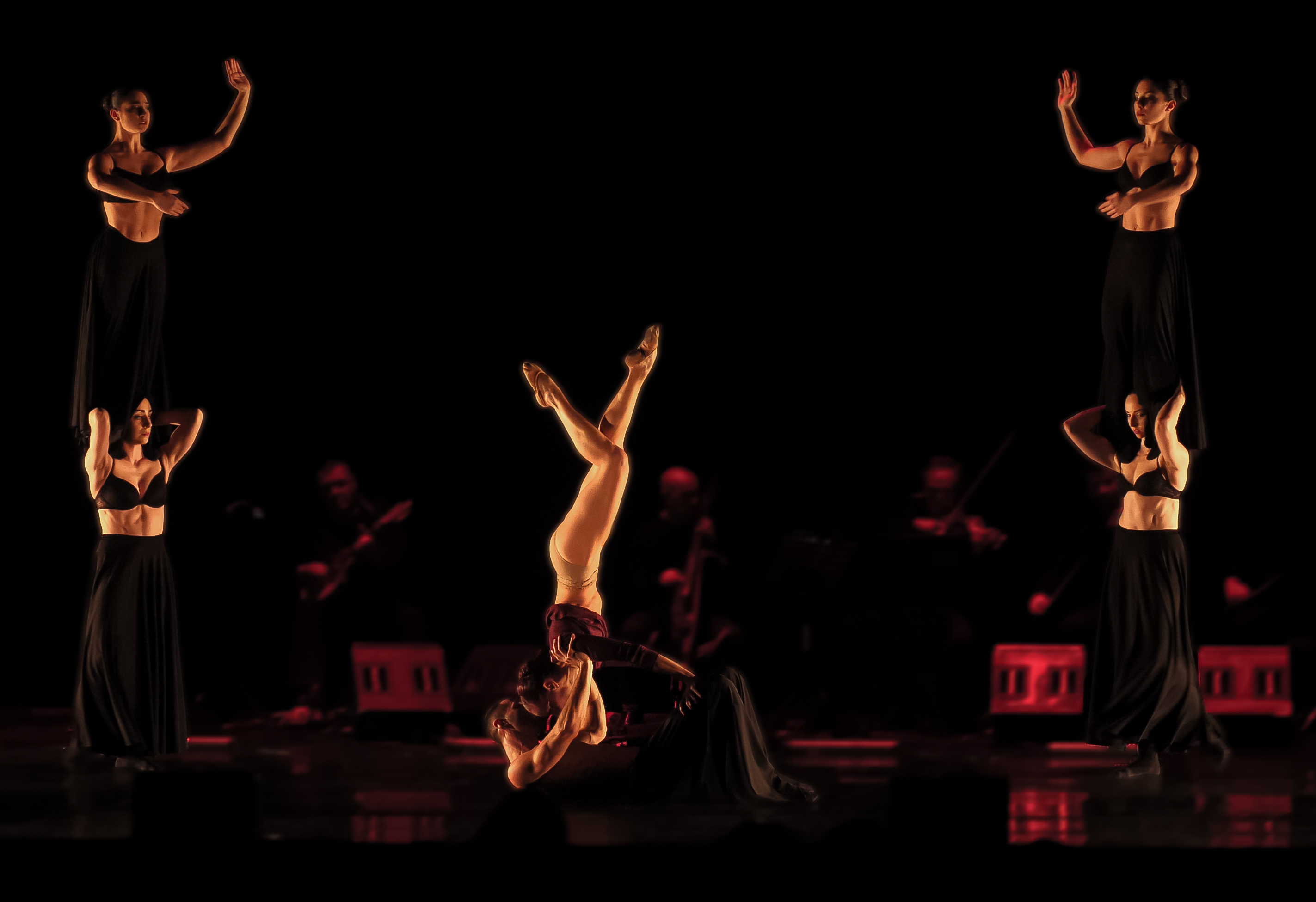
La Mvula Sungani Physical Dance in Neapolis Mantra

Nel 1998 ha fondato insieme ad Emanuela Bianchini la Mvula Sungani Italian Dance Theatre, compagnia di danza che ha prodotto spettacoli quali Tra Terra e Cielo, Funk, Perchance to dream, Li Mejo Fiori e Tedeum, scritti dalla critica, autrice e scrittrice Vittoria Ottolenghi.

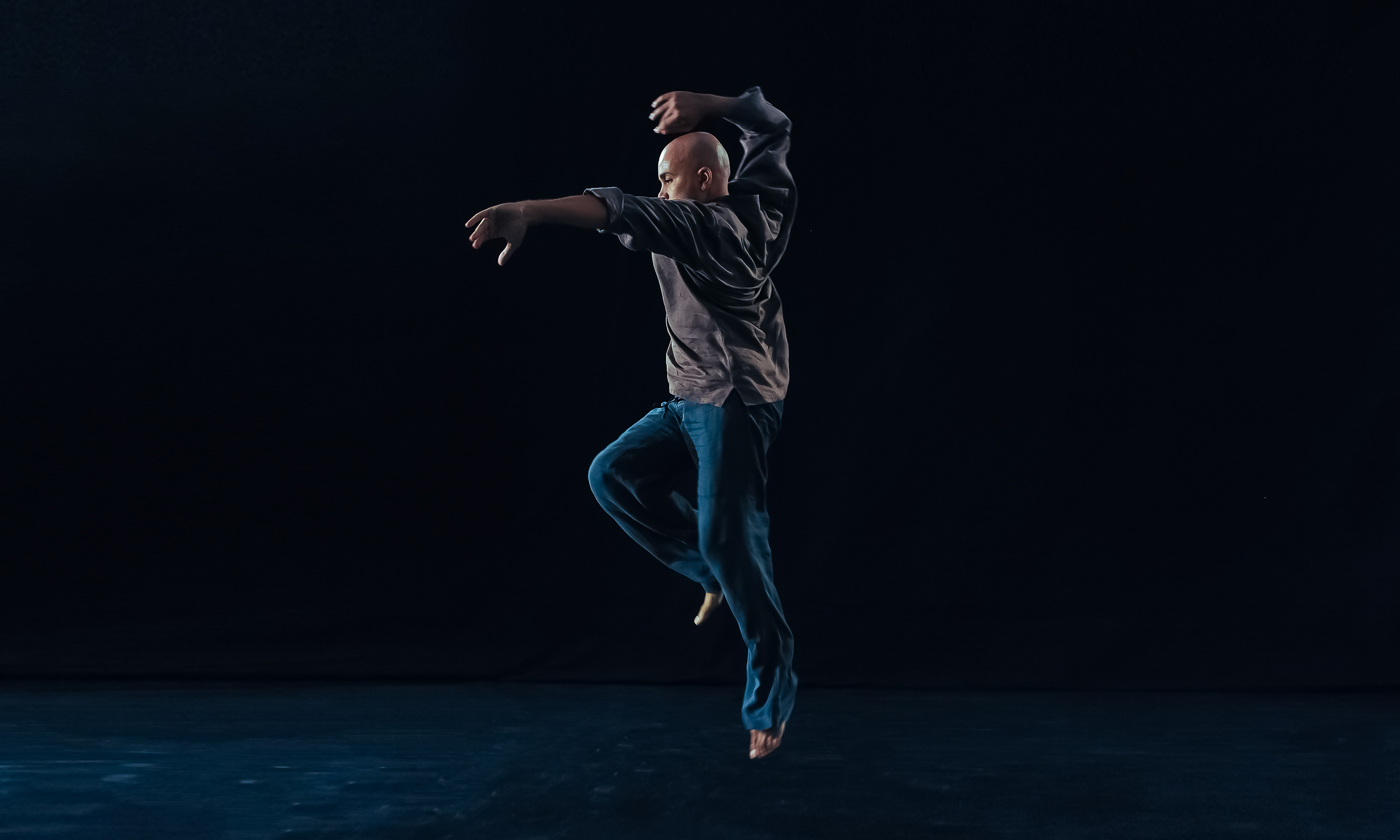
Mvula Sungani in Soliloqui

Autore di ideazioni e coreografie per artisti quali Roberto Bolle, Isabelle Ciaravola, Raffaele Paganini, Alessio Carbone, Amilcar Moret Gonzalez, Kledi Kadiu e per il Corpo di Ballo del Teatro alla Scala di Milano, si è visto rappresentare in teatri di rilievo quali il Gran Teatro la Fenice di Venezia, il Teatro dell'Opera di Roma, il Teatro Petruzzelli di Bari, il Teatro Comunale di Bologna, l'Auditorium Parco della Musica di Roma, il Teatro della Luna di Assago, il Teatro Antico di Taormina  ed il Teatro Romano di Ostia Antica.
Nell'ambito del teatro lirico è autore di coreografie per alcuni allestimenti della Carmen, di Medea (2007), mentre in televisione ha curato le coreografie, scritto e diretto diverse produzioni di Rai 1 tra le quali Una notte per Caruso (2009-14) e il concerto di Capodanno dalla Fenice di Venezia (2010-13) e Rai 5 Step Passi di Danza.

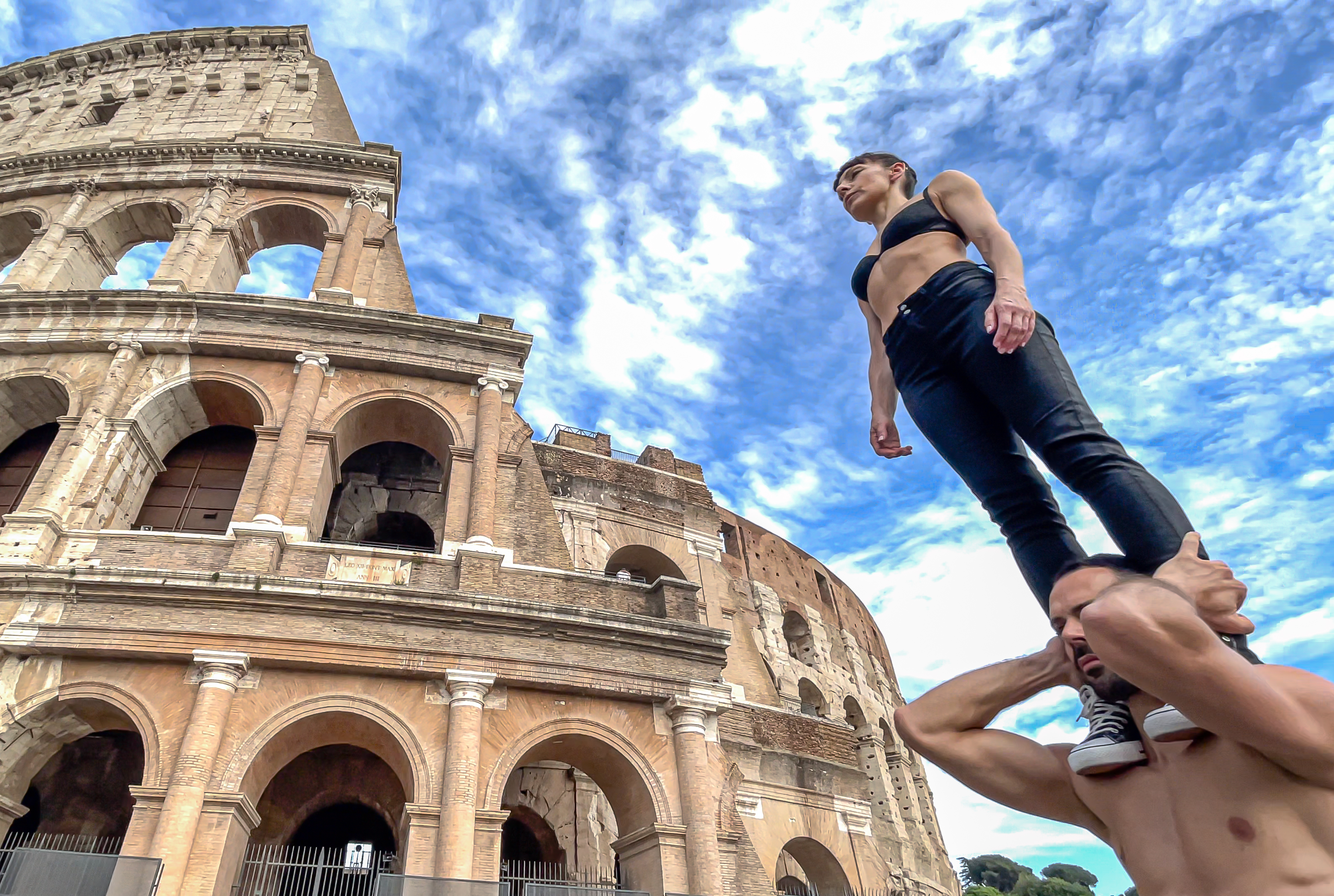
I Walkers di Mvula Sungani a Roma

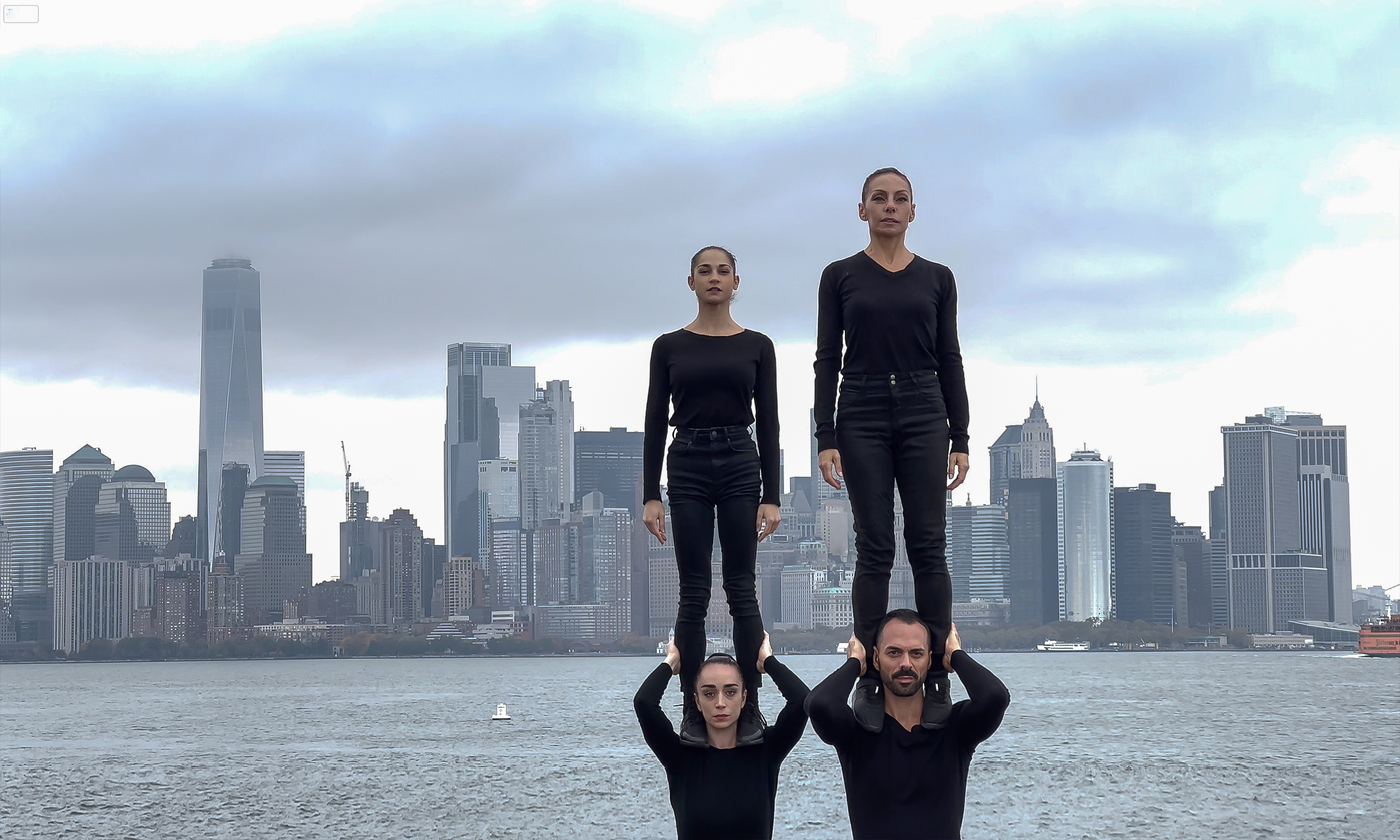
I Walkers di Mvula Sungani a New York

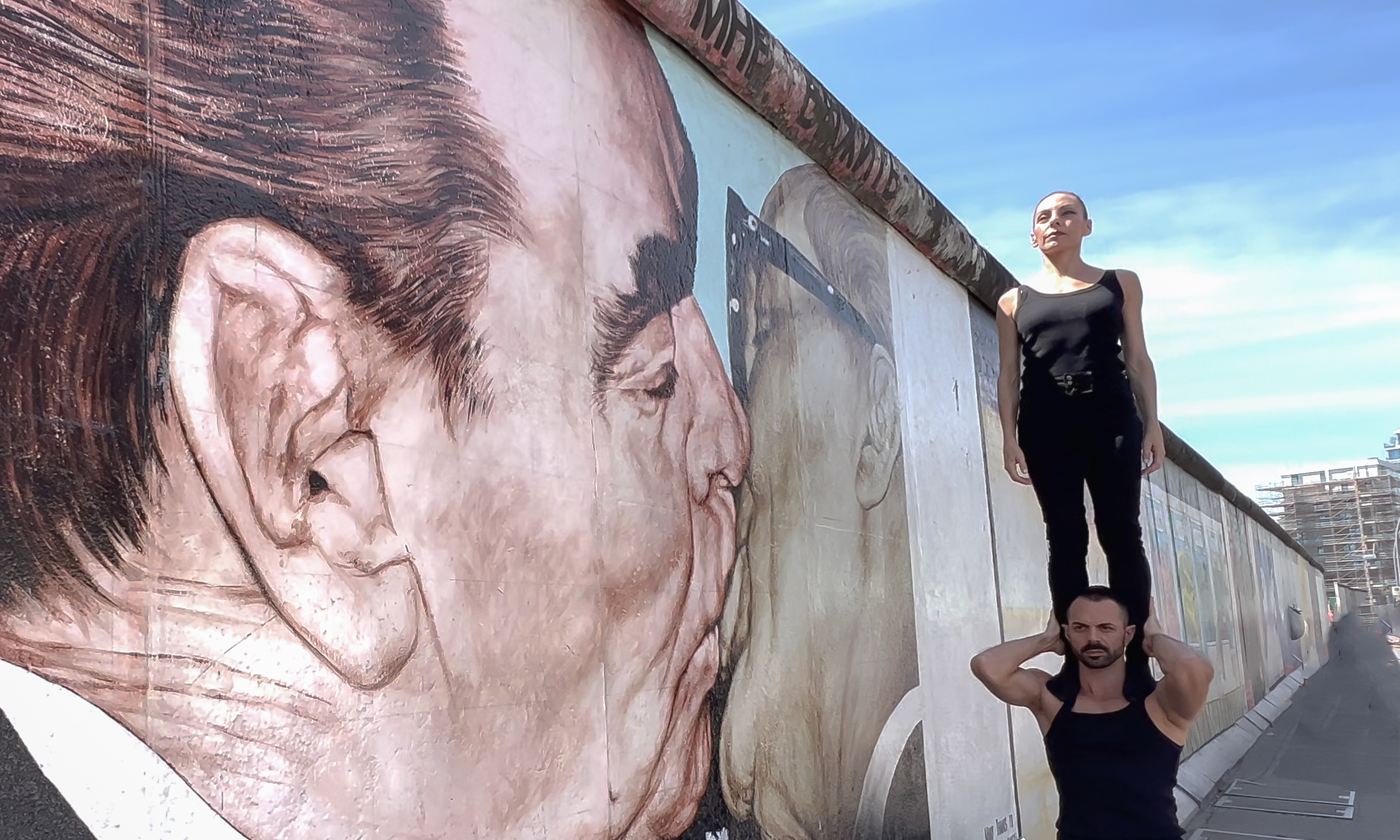
I Walkers di Mvula Sungani a Berlino

### Attività teatrale
Sungani è autore, regista e coreografo di produzioni originali per il teatro in cui tocca spesso temi sociali o di attualità, in buona parte basate sulla propria esperienza di creolo di origine sarda e africana, le cui culture ha unito per creare un suo linguaggio espressivo. Tra di esse Sud Africa (Grido di libertà) del 2004, sull'apartheid ispirata alla vita di Stephen Biko, rappresentata in varie città italiane; Mediterraneo (2005), ispirato all'immigrazione ed alla clandestinità; La città degli angeli (2006), ispirato da il Cielo sopra Berlino di Wim Wenders metafora sulla trasformazione umana, Etnika, con musiche di Mauro Palmas, nel cast musicale Elena Ledda e Luigi Lai, un racconto emozionale della storia millenaria della Sardegna vista con gli occhi di un bimbo,  Ho appena 50 anni (2010), omaggio al mezzo secolo di vita del ballerino Raffaele Paganini, Il vestito di Marlene (2014) viaggio nel mondo femminile, in collaborazione e con musiche dei Marlene Kuntz, Neapolis Mantra dedicato alla parità di genere in collaborazione e con musiche di Enzo Gragnaniello, Il Canto della Terra - Das Lied von der Erde, sulla partitura di Gustav Mahler con il mezzo soprano Anna María Chiuri, il tenore Jon Jurgens, gli ensemble Windkraft e I Virtuosi Italiani diretti da Kasper de Roo, riflessione su temi ecologici.
Le creazioni di Sungani sono state rappresentate negli Stati Uniti, in Argentina, in Giappone, in Francia, in Regno Unito, in Portogallo, in Germania, in Tunisia, in Serbia, in Albania e nel Principato di Monaco.

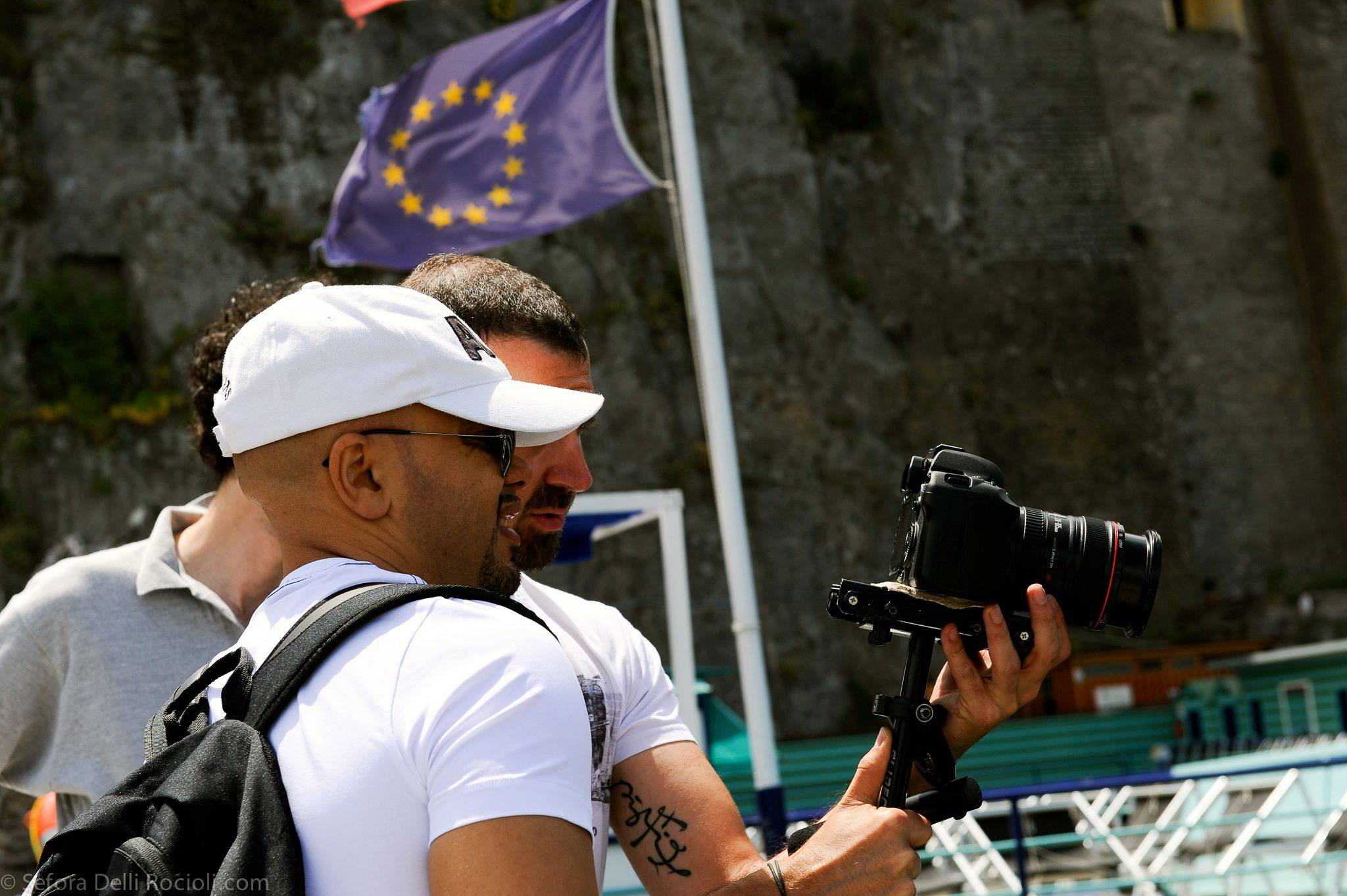
Mvula Sungani regista a Sorrento durante le riprese della sigla del programma Raiuno "Una notte per Caruso"

### Attività televisiva

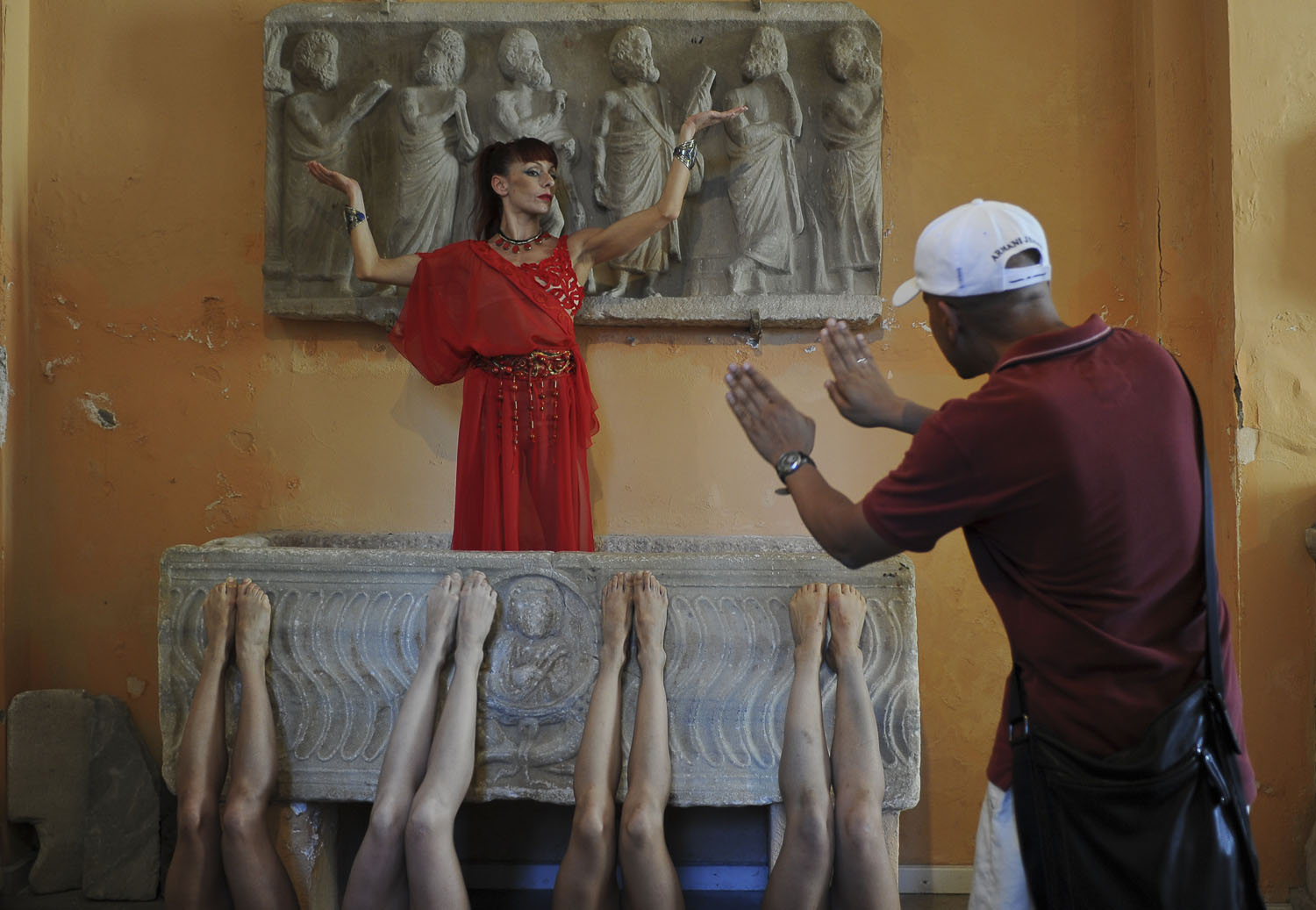
Mvula Sungani regista durante le riprese di una sigla di Raiuno

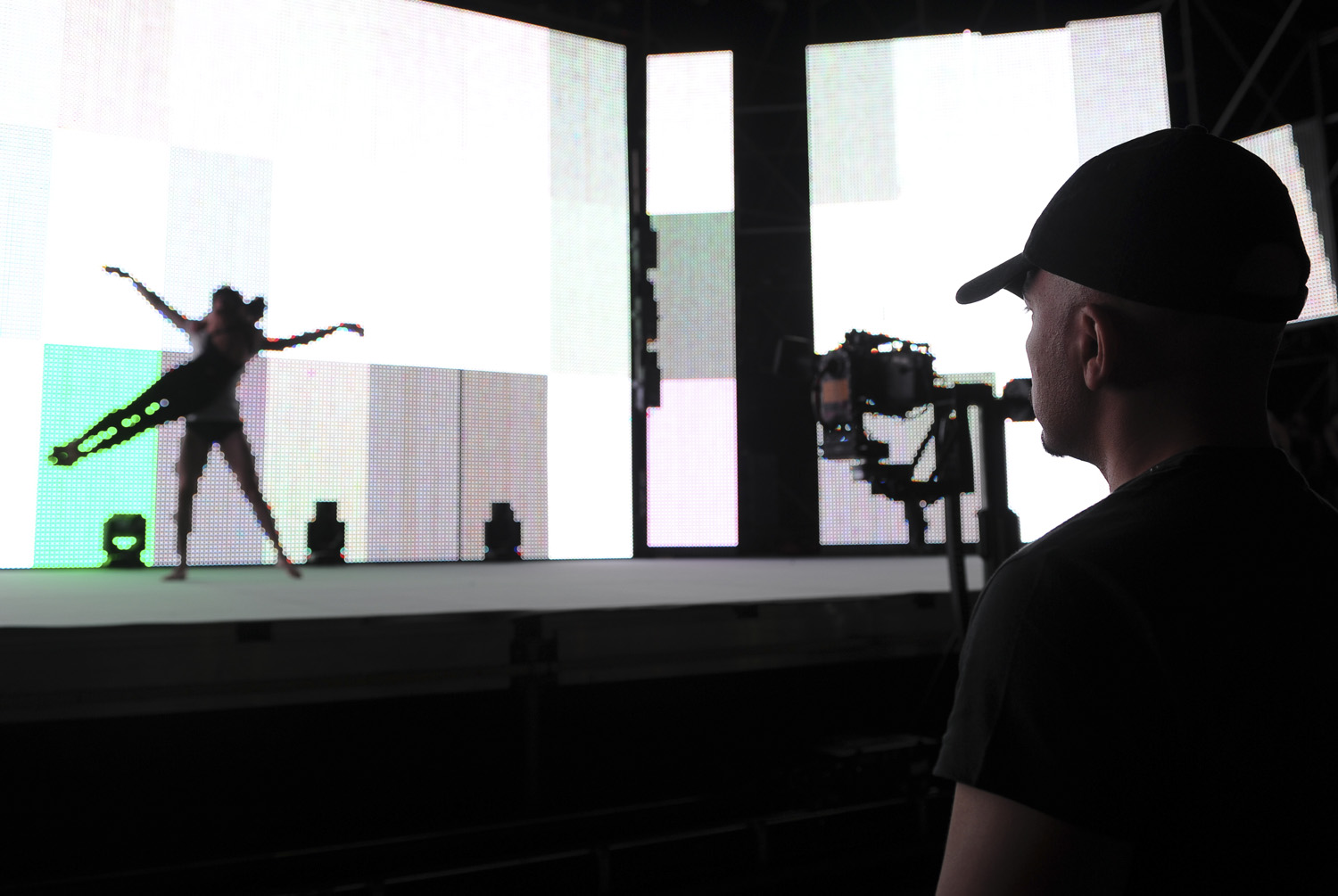
Mvula Sungani, regista, coreografo e autore durante le riprese del Premio Caruso su Raiuno

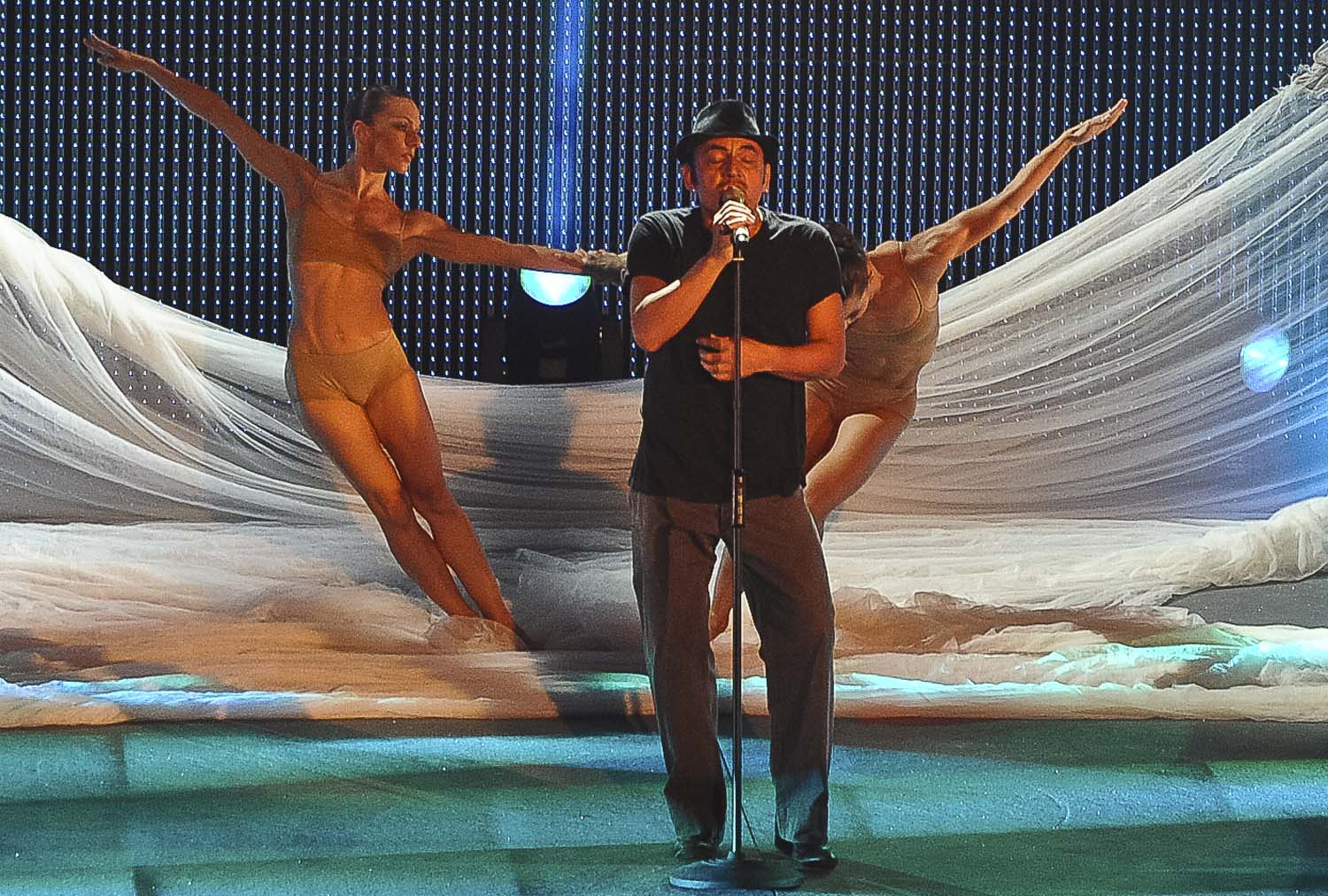
Mvula Sungani Physical Dance con étoile Emanuela Bianchini e Pino Mango durante le riprese di Una Notte per Caruso Raiuno

Per molti anni è il principale creativo (coreografo, regista e autore) per la produttrice televisiva Vittoria Cappelli. Oltre alle citate collaborazioni in Una notte per Caruso e al concerto di Capodanno per la Fenice, ha curato per Rai 1 nel 2005 le coreografie di Le nuvole – Tributo a Fabrizio De Andrè, quelle di Un uomo in frac, omaggio a Domenico Modugno, nel 2007, nel 2013 ha ideato per Rai 1 il ballo Techeshake per il programma Techetechete' di cui è anche co-regista del videoclip, per Rai 5 ha scritto e curato e coreografato nel 2010-11 Step - Passi di danza con Kledi Kadiu. È Regista, autore e coreografo del Capodanno di Napoli 2022 in diretta Tv dal Maschio Angioino.

### Altri eventi
Mvula Sungani è ideatore, regista e coreografo di eventi e gala, quali nel 2009 il Gala Roma Chorea Mundi tenuto a Piazza del Campidoglio per il Natale di Roma, nel 2010 La grande danza unita per l'Abruzzo, serata benefica al Teatro dell'Opera di Roma per la Croce Rossa Italiana in sostegno alle popolazioni colpite dal terremoto abruzzese del 2009, nel 2011 150 viaggio italiano, evento di raccolta fondi per il Campus Bio-Medico di Roma. Dal 2016 al 2020 è direttore artistico per il Comune di Sorrento del cartellone annuale di eventi Sorrento Incontra.

### Attività da formatore
Mvula Sungani ed Emanuela Bianchini in anni di sperimentazione e ricerca hanno ideato la Physical Dance, che è stata presentata con lezioni e workshop a New York all'Hunter College, Boroughof Manhattan Community College CUNY, CUNY TV, in Albania alla Shkolla e Baletit di Tirana, in Francia all' Azur Danse Academie di Bordeaux, in Serbia al Teatro Nazionale di Subotica, in Egitto Ekladious Academy de il Cairo.

### Attività istituzionali
Nel 2022 è nominato membro del Tavolo permanente della Danza del Ministero della Cultura. Nel 2023 è nominato Consigliere del Ministro alla Cultura per la Danza ed i Corpi di ballo delle Fondazioni Lirico-sinfoniche.

### Premi e riconoscimenti
Nel 2010 riceve per il Gala di beneficenza La grande Danza unita per l'Abruzzo il Cres della Croce Rossa Italiana
Nel 2013 riceve per meriti artistici la Medaglia di Roma Capitale.
Nel 2017 per meriti artistici riceve a New York il prestigioso premio ILICA Man of the Year. 
Medaglia d'oro Claudia Tenney, del congresso Stati Uniti. 
Il 5 dicembre 2022 in occasione del World Soil Day dell'ONU - FAO è stato premiato per la sua creazione Canto della Terra con musiche di Gustav Mahler e le coreografie sue e dell'étoile Emanuela Bianchini.
Nel 2023 ha ricevuto il Premio Schiaccianoci d'oro.